# Bunny Style!
Bunny Style! (バニスタ! Banisuta ?) là một bài hát tiếng Nhật của nhóm nhạc nữ Hàn Quốc T-ara. Đĩa đơn được phát hành vào 20 tháng 3 năm 2013.

## Thông tin đĩa đơn
Vào ngày 20/3- T-ara đã cho phát hành 10 phiên bản từ A đến J, bao gồm 3 phiên bản phát hành giới hạn có thêm 1 bài hát được trình bày bởi những nhóm thành viên nhỏ; cụ thể là bài Sign do "Soyeon và Areum" trình bày trong phiên bản A, bài Shabontama no Yukue của Boram và Qri trong phiên bản B, phiên bản thứ 3 có bài Dangerous Love của Eunjung, Hyomin và Jiyeon. Bảy phiên bản còn lại do 7 thành viên thực hiện là phiên bản thông thường. Ca khúc sẽ được trình diễn cùng với 1 điệu nhảy bunny mô phỏng theo động tác của thỏ.
T-ara đã tổ chức những buổi ra mắt đặc biệt tại 15 thành phố ở Nhật Bản, bắt đầu từ Sapporo vào ngày 20 và Marioka ngày 21. Các thành phố khác là Saitama, Kyoto, Fukuoka, Nagasaki..

## Danh sách bài hát
| Phiên bản giới hạn A | Phiên bản giới hạn A     | Phiên bản giới hạn A    | Phiên bản giới hạn A | Phiên bản giới hạn A |
| STT                  | Nhan đề                  | Phổ lời                 | Phổ nhạc             | Thời lượng           |
| -------------------- | ------------------------ | ----------------------- | -------------------- | -------------------- |
| 1.                   | "Banisuta!"              | Inoue Tomonori, MEG. ME | MEG. ME              |                      |
| 2.                   | "Sign" (Soyeon và Areum) | MEG. ME                 | Hiroko Konishi       |                      |

| Phiên bản giới hạn B | Phiên bản giới hạn B                                      | Phiên bản giới hạn B | Phiên bản giới hạn B | Phiên bản giới hạn B |
| STT                  | Nhan đề                                                   | Phổ lời              | Phổ nhạc             | Thời lượng           |
| -------------------- | --------------------------------------------------------- | -------------------- | -------------------- | -------------------- |
| 2.                   | "Shabontama no Yukue (シャボン玉のゆくえ)" (Boram và Qri) | Yamauchi Hikaru      | Yamauchi Hikaru      |                      |

| Phiên bản giới hạn C | Phiên bản giới hạn C                         | Phiên bản giới hạn C | Phiên bản giới hạn C | Phiên bản giới hạn C |
| STT                  | Nhan đề                                      | Phổ lời              | Phổ nhạc             | Thời lượng           |
| -------------------- | -------------------------------------------- | -------------------- | -------------------- | -------------------- |
| 2.                   | "Dangerous Love" (Eunjung, Hyomin và Jiyeon) | MEG. ME              | MEG. ME              |                      |

| DVD của tất cả các bản giới hạn | DVD của tất cả các bản giới hạn            | DVD của tất cả các bản giới hạn |
| STT                             | Nhan đề                                    | Thời lượng                      |
| ------------------------------- | ------------------------------------------ | ------------------------------- |
| 1.                              | "Banisuta!" (Music video)                  |                                 |
| 2.                              | "Banisuta! Music Video Making" (Making-of) |                                 |

| Phiên bản thường 1 | Phiên bản thường 1           | Phiên bản thường 1 |
| STT                | Nhan đề                      | Thời lượng         |
| ------------------ | ---------------------------- | ------------------ |
| 2.                 | "Love Poem" (Soyeon hát đơn) |                    |

| Phiên bản thường 2 | Phiên bản thường 2             | Phiên bản thường 2 |
| STT                | Nhan đề                        | Thời lượng         |
| ------------------ | ------------------------------ | ------------------ |
| 2.                 | "Two as One" (Eunjung hát đơn) |                    |

| Phiên bản thường 3 | Phiên bản thường 3            | Phiên bản thường 3 |
| STT                | Nhan đề                       | Thời lượng         |
| ------------------ | ----------------------------- | ------------------ |
| 2.                 | "Maybe Maybe" (Boram hát đơn) |                    |

| Phiên bản thường 4 | Phiên bản thường 4        | Phiên bản thường 4 |
| STT                | Nhan đề                   | Thời lượng         |
| ------------------ | ------------------------- | ------------------ |
| 2.                 | "My Sea" (Jiyeon hát đơn) |                    |

| Phiên bản thường 5 | Phiên bản thường 5          | Phiên bản thường 5 |
| STT                | Nhan đề                     | Thời lượng         |
| ------------------ | --------------------------- | ------------------ |
| 2.                 | "Do We Do We" (Qri hát đơn) |                    |

| Phiên bản thường 6 | Phiên bản thường 6                 | Phiên bản thường 6 |
| STT                | Nhan đề                            | Thời lượng         |
| ------------------ | ---------------------------------- | ------------------ |
| 2.                 | "Love Suggestion" (Hyomin hát đơn) |                    |

| Phiên bản thường 7 | Phiên bản thường 7           | Phiên bản thường 7 |
| STT                | Nhan đề                      | Thời lượng         |
| ------------------ | ---------------------------- | ------------------ |
| 2.                 | "Happy Rain" (Areum hát đơn) |                    |

## Bảng xếp hạng

### Hàng tuần
| Bảng xếp hạng (2013)    | Vị trí cao nhất |
| ----------------------- | --------------- |
| Billboard Japan Hot 100 | 3               |

### Bảng xếp hạng Oricon
| Phát hành           | Bảng xếp hạng Oricon             | Vị trí | Doanh số buổi ra mắt đầu tiên | Tổng số bán được |
| ------------------- | -------------------------------- | ------ | ----------------------------- | ---------------- |
| 20 tháng 3 năm 2013 | Bảng xếp hạng đĩa đơn hàng ngày  | 2      | 40,705                        | 68,125+          |
| 20 tháng 3 năm 2013 | Bảng xếp hạng đĩa đơn hàng tuần  | 2      | 56,785                        | 68,125+          |
| 20 tháng 3 năm 2013 | Bảng xếp hạng đĩa đơn hàng tháng | 11     | 65,736                        | 68,125+          |

## Lịch sử phát hành
| Khu vực  | Ngày                | Loại    | Tên hãng        |
| -------- | ------------------- | ------- | --------------- |
| Nhật Bản | 20 tháng 3 năm 2013 | Đĩa đơn | EMI Music Japan |